# Bauhinia involucellata
Bauhinia involucellata är en ärtväxtart som beskrevs av Wilhelm Sulpiz Kurz. Bauhinia involucellata ingår i släktet Bauhinia och familjen ärtväxter. Inga underarter finns listade i Catalogue of Life.